# عبدالحمید دوم (بازیکن هاکی روی چمن)
عبدالحمید دوم (انگلیسی: Abdul Hamid II؛ زادهٔ ۷ july ۱۹۴۲ (۸۲ سال)) ورزشکار هاکی روی چمن اهل پاکستان است.
وی در مسابقات کشوری و بین‌المللی در مجموع برندهٔ ۲ مدال نقره شده‌است.